# Gustaf Lindgren (konsthistoriker)

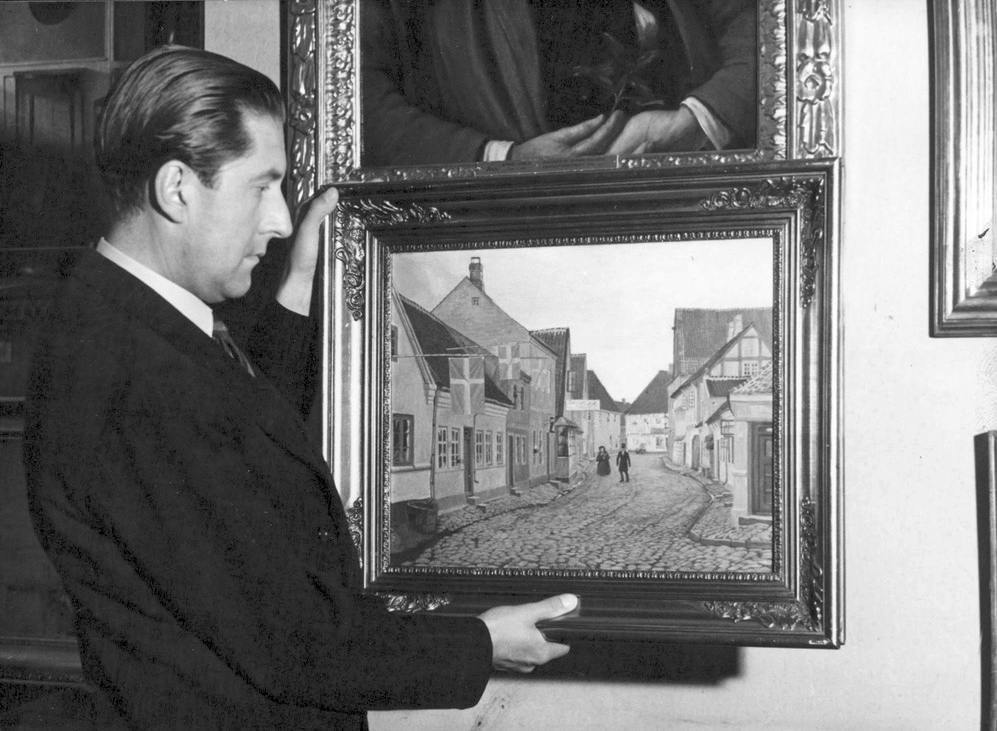
Gustaf Lindgren med Johan Rohdes oljemålning ”Gata i Ribe”. Konstakademiens utställning 1941.

Gustaf Helge Lindgren, född 21 mars 1903 i Malmö, död 15 augusti 1989, var en svensk konsthistoriker och museiman. 

## Biografi
Gustaf Lindgren var son till köpmannen Hugo Lindgren och hans hustru Anna Lindgren, född Åberg. Han disputerade i konsthistoria vid Uppsala universitet för filosofie doktorsgrad 1933 på en avhandling om landskapsmålaren Gustaf Wilhelm Palm. Han var amanuens vid Uppsala universitets konstsamling 1925–1927, extraordinarie amanuens vid Nationalmuseum 1928–1930, intendent vid prins Eugens konstsamling 1938–1948 samt därefter vid Prins Eugens Waldemarsudde till 1970. Han var sekreterare i Statens konstråd 1937–1947 och i Nordiska Konstförbundet från 1945.
Han utgav en katalog över Karl Otto Bonniers konstsamling och skrifter om prins Eugen och hans konst samt om Waldemarsudde. 
Han gravsattes den 6 september 1989 på Galärvarvskyrkogården i Stockholm.